# AvivA Verlag
AvivA Verlag est une maison d'édition allemande fondée à Berlin en 1997 par Britta Jürgs.

## Programme
La maison d'édition centre sa politique éditoriale sur la redécouverte de femmes écrivaines de langue allemande, particulièrement juives, persécutées ou interdites de publication par le régime nazi. AvivA a republié des œuvres de fiction ou de reportage de Maria Leitner, Victoria Wolff, Alice Berend, Ruth Landshoff-Yorck, Alice Rühle-Gerstel.
AvivA Verlag publie aussi  des biographies de femmes, telles Christa Winsloe ou la marquise de Pompadour et des monographies thématiques sur les femmes dans l'art.